# Shinada Manato
Shinada Manato (品田 愛斗 Shinada Manato, sinh ngày 19 tháng 9 năm 1999) là một cầu thủ bóng đá người Nhật Bản. Anh thi đấu cho FC Tokyo.

## Sự nghiệp
Shinada Manato gia nhập FC Tokyo năm 2016. Ngày 11 tháng 9 năm anh ra mắt ở J3 League (v Grulla Morioka).